# Longisquama
Longisquama ("escamas longas", em referência às estruturas que parecem crescer a partir da sua pele) é um gênero de réptil extinto conhecido apenas a partir de um fóssil mal preservado e incompleto. Viveu durante o período Triássico onde hoje é o Quirguistão.

## Descrição
Longisquama era um pequeno réptil com estruturas dorsais, com uma posição filogenética incerta. Durante algum tempo, alguns pesquisadores pensavam que as estruturas dorsais de Longisquama eram fetos fossilizados, porém uma pesquisa realizada em 2012 desmentiu a ideia. Também pensava-se que a estrutura dorsal de Longisquama eram penas, porém foi descoberto que a estrutura era feita de pele, não de penas.

## Interpretação
As questões relacionadas à classificação de Longisquama e à função exata das 'escamas longas' estão relacionadas a um debate mais amplo sobre a origem das aves e se elas descendem dos dinossauros.
O consenso entre paleontólogos é enfático: as aves evoluíram a partir de dinossauros terópodes. Ampla evidência encontrada no registro fóssil suporta essa conclusão, como a presença de diferentes tipos de penas em diversos dinossauros, como Kulindadromeus, Sinosauropteryx, Caudipteryx, Microraptor e muitos outros. Longisquama é assim considerado um diápsido com escamas estranhas, características esqueléticas ambíguas e sem significado real para a evolução das aves.
Uma minoria de cientistas prefere a hipótese de que as aves evoluíram a partir de arcosauros pequenos e arborícolas, como o Longisquama. Eles veem esses animais como ectotérmicos que se adaptaram a planar conforme desenvolveram escamas alongadas e depois penas do tipo que vemos nas aves. No entanto, essa hipótese não é suportada por análises cladísticas; pelo contrário, as análises tornam a hipótese extremamente improvável.